# Stig Elmqvist
Stig Gunnar Elmqvist, född 12 december 1913 i Örby församling, Älvsborgs län, död 15 maj 1989 i Halmstad, var en svensk arkitekt. 
Elmqvist, som var son till överlärare Fion Elmqvist och Helga Norling, avlade studentexamen i Lund 1934 samt diplomingenjörs- och arkitektexamen vid tekniska högskolan i München 1941. Han innehade olika anställningar i Tyskland och Österrike 1941–1944, blev assistent vid länsarkitektkontoret i Uppsala län 1944, länsarkitekt i Västernorrlands län 1953 och var länsarkitekt i Hallands län 1965–1974. Elmqvist var bror till Barbro Elmqvist-Leyman.